# Cybermetria
A cybermetria ou cibermetria é o estudo e a análise quantitativa das classes e meios de informações dentro do ciberespaço. O termo engloba o campo da webometria, voltado para estudos que tem a World Wide Web com foco central e a webmetria, sub-campo cujos dados são oriundos de estatísticas de acesso de um  portal na Internet.